# 奥马尔·维兹奎尔
奥马尔·恩里克·维兹奎尔·岡薩雷斯（西班牙語：Omar Enrique Vizquel González；1967年4月24日—），绰号"小O"（Little O），是来自委内瑞拉的一名前职业棒球游擊手。在他长达23年的美國職業棒球大聯盟职业生涯中，先后效力于西雅圖水手、克里夫蘭印地安人、舊金山巨人、德州遊騎兵、芝加哥白襪和多倫多藍鳥。在委内瑞拉，他曾经效力于加拉加斯狮子。2014–17年間，他曾在底特律老虎队担任一垒、内野和跑垒教练。维兹奎尔現為墨西哥棒球聯盟提華納公牛（Toros de Tijuana）的教練。
维兹奎尔被認為是美國職棒大聯盟史上守備能力最好的游擊手之一，球員時期曾獲得多達十一次的金手套獎肯定，並保有連續95場次無失誤的美國聯盟游擊手紀錄。此外，维兹奎尔可觀的成就還包括：生涯累計守備率（.985）、出賽場次，以及策動雙殺次數皆為美職游擊史上第一位。打擊方面，维兹奎尔生涯累計的2,877安打數為委內瑞拉出身選手之冠，亦是美職史上累計安打第三位的游擊手。一般認為，如果不是處身於「美聯游擊手的黃金年代」，维兹奎尔的地位應不止於此。

## 職業生涯

### 西雅圖水手
1989–93年
1984年，由委內瑞拉時期的教練比爾·普盧默（Bill Plummer，後來亦執教於水手）引導，维兹奎尔以未選秀選手的身分與西雅圖水手簽約。1989年，维兹奎尔在開季第一場比賽（4月3日）上場，是為美職生涯的初登場。該場比賽的表現，可說是维兹奎尔特色的縮影：五次傳球助殺，策動一次雙殺守備，但也有一次瑕不掩瑜的守備失誤。维兹奎尔在第一場比賽擔任打線第九棒，但並未擊出安打。4月6日的比賽，维兹奎尔才擊出了生涯首安，這是一支一壘安打，對手是奧克蘭運動家的投手史東·戴維斯（Storm Davis）。

### 克里夫蘭印地安人
1994–2004年

1993年球季季後，维兹奎尔經由交易離開了西雅圖。他在克里夫蘭的這段期間，印地安人兩次打進世界大賽，惟皆未奪冠。守備方面，维兹奎尔在西雅圖的最後一年贏得了個人生涯的第一座游擊金手套，而後於1994–2001年間連續稱霸此獎項，可以說是當時美國聯盟的游擊代表人物。
1999年賽季是维兹奎尔的生涯打擊代表作，該年他打出了191支安打，賽季打擊率是.333（兩者皆為生涯單季新高），他與肯尼·洛夫頓（Kenny Lofton）、羅貝托·阿洛瑪（Roberto Alomar）所組成的連線，迄今仍是印地安人隊史最佳的打擊組合之一。
2001年8月5日，维兹奎尔在九局下半、兩人出局且滿壘的局面下，打出了三壘安打，使球隊追平了比數（14:14）。最終印地安人在延長第十一局下半再下一城，贏得比賽的勝利。由12分的分數差成功逆轉，是美職史上最大的逆轉紀錄。
2003年賽季，维兹奎尔苦於前季的膝傷，僅出賽64場，但在有限的出賽機會中，他仍能出奇致勝──5月27日，维兹奎尔對底特律老虎的投手史蒂夫·埃弗瑞（Steve Avery）演出了精彩的一手，在對手毫無防備、甚至來不及傳球的狀況下，维兹奎尔盜本壘成功，於他而言亦是該年少數的亮點。2004年賽季，保持身體健康的维兹奎尔在打擊成績上有所反彈，該季的賽季打擊率是高於聯盟平均的.291。

### 舊金山巨人
2005–08年

2004年季後，印地安人未與其續約，成為自由球員的维兹奎尔選擇轉戰國家聯盟，並與舊金山巨人簽約，重回西岸。
2005年7月26日，名投葛瑞格·麥達克斯達成了投手生涯的第三千次奪三振，苦主正是维兹奎尔。
2007年6月23日，维兹奎尔入選拉丁美洲棒球名人堂（Hispanic Heritage Baseball Museum Hall of Fame）。2008年季前，维兹奎尔再次因為膝蓋傷勢而接受手術，手術及所需的復原期使他無法趕上開季，而是遲至5月10日才得以健康出賽。值得一提的是，他再一次在傷後回歸後強勢盜壘本壘（2008年6月13日，苦主為奧克蘭運動家的格瑞格·史密斯（Grieg Smith））。

### 德州遊騎兵
2009年

2008年季後，维兹奎尔未獲續約，再次成為自由球員。由於打擊貢獻有限，以及健康、年紀等因素，行情欠佳的他遲至翌年1月29日才與德州遊騎兵簽下小聯盟約。不過，憑藉豐富的經驗，维兹奎尔仍然躋身當年的大聯盟開季名單。在遊騎兵的一年期間，维兹奎尔主要擔任中線的替補角色（間或分擔三壘守備），僅出賽62場，期間未曾發生守備失誤。

### 芝加哥白襪
2010–11年

2009年季後，芝加哥白襪相中了前述维兹奎尔所展現的守備價值，向他提出一年140萬美元的合約，希望他的加入能引導隊伍中的資淺球員（如阿列克謝·拉米瑞茲、戈登·貝克漢姆等人），並傳授其守備經驗。值得一提的是，维兹奎尔一直穿著的13號背號，目前為白襪總教練歐茲·吉連（Ozzie Guillén，亦為著名的委內瑞拉球員）所持有。為此，白襪隊史的著名游擊手易斯·阿帕里西歐表示，球隊應該「復出」他的11號背號，專供维兹奎尔穿著，以示對他的尊重。维兹奎尔的守備表現並未因為年過四十而有顯著退化，更使得球隊在季後立刻與他續約一年。
2010年5月24日，维兹奎尔在比賽中兩次擊出安打，他的個人生涯安打數在美職歷史上正式達到游擊手的第三位。

### 多倫多藍鳥
2012年

2011年季後，维兹奎尔同意了多倫多藍鳥方面提出的小聯盟合約，並再次躋身大聯盟開季名單，於球季開幕戰替補登場。球季當中，维兹奎尔透露了退休的打算。他表示，即使計劃退休，自己仍是很有競爭意識的，「或許並不是每天都是這樣，人總有感到不如意的時候，但我仍然想要上場，上場與對手競爭。」 7月27日，维兹奎尔在比賽中擊出了二壘、三壘安打，這是美職史上年紀最長的打擊紀錄。9月19日，在一日雙重賽的午間賽事中，维兹奎尔擊出了個人生涯的第2,874支安打，超越了洋基名將貝比·魯斯，成為美職史上第41位。
10月3日，球季的最後一場比賽，布雷特·拉里（Brett Lawrie）特別禮讓自己的13號背號，供维兹奎尔穿著。维兹奎尔在最後一個打席擊出了一壘安打，這是他個人生涯的第2,877支安打，使他站上美職史上第40位。
维兹奎尔於季後正式退休，在所有1960年之後出生的球員中，他是球涯最為長青者，且在所有1980年代的登場球員中，他亦是最晚退休的一位。

## 季後賽
维兹奎尔主要的季後賽出賽機會集中於印地安人時期，他在57場的出賽中擁有250的個人打擊率。
生涯最後一場比賽，維茲奎爾在第9局兩人出局後被教練團換下場，隊友們紛紛向前和他擊掌與擁抱，球迷也以熱烈的掌聲來感謝這位在大聯盟打滾了24個年頭的老將。

## 退役
卸下球員身分的维兹奎尔仍然保持良好的體態，以及深受跨世代的球員們肯定的守備經驗，因此先後被多支隊伍徵詢、延攬參與球團的守備訓練。

### 洛杉磯天使
2013年1月30日，维兹奎尔加入洛杉磯天使，擔任內野教練。

### 底特律老虎
2013年季後，维兹奎尔與老虎隊達成協議，擔任一壘教練，同時也負責內野守備、跑壘等項目。他曾於2017年球季爭取老虎總教練的職缺，惜未獲選。

### 芝加哥白襪
由於在白襪期間與球團、球員間順利的互動經驗，维兹奎尔在2018年球季加入白襪的小聯盟系統，指導年輕球員。

### 提華納公牛（墨聯）
2019年12月2日，墨西哥棒球聯盟的提華納公牛宣布聘任维兹奎尔為新球季的總教練。

## 獲獎與榮譽

### 守備
- 史上最多的游擊區雙殺策動
- 11次金手套獎
- 年紀最長的金手套獎得主（39歲，2006年）
- 史上最高的游擊守備率（.9846，出賽逾1,000場者）
- 單一球季最少失誤（3次，2000年）
- 生涯助殺數史上第6，游擊手第3

### 打擊
- 委內瑞拉裔球員累積安打第1[15]
- 第四十七位生涯安打數達到2,800者（完成：2011年4月3日）
- 退休時在現役球員生涯安打數排名第2（次於德瑞克·基特），盜壘數排名當時現役第3，一壘安打數、打席數則都是當時現役之冠
- 犧牲安打數史上第5（活球年代則是第1）
- 平美聯紀錄的單場6安打（2004年8月31日）
- 生涯安打數：2,877，大聯盟史上第43，游擊手累計第3
- 生涯得分數：1,445，史上游擊手累計第4
- 生涯盜壘數：404，史上游擊手累計第7

### 其它
- 出賽數：2,968，大聯盟史上第14，游擊手累計第1
- 三次入選明星賽（1998年、1999年、2002年）
- 美國聯盟冠軍：2次（印地安人，1995年與1997年）
- 美國聯盟中區最佳戰績：6次（印地安人，1995–99年，2001年）
- 委內瑞拉國家隊隊長（世界棒球經典賽，2006年）
- 拉丁美洲棒球名人堂成員（2007年入選）
- 克里夫蘭印地安人隊史名人堂（2014年入選）
- 在2015年的明星賽被票選為「印地安人隊史最佳四人」之一

## 個人生活
球涯之外，维兹奎尔亦熱心於公益，擔任克里夫蘭的藝術教育團體「年輕聽眾」（Young Audiences）的榮譽發言人職務。1999年，委內瑞拉遭遇嚴重土石流襲擊，维兹奎尔也領銜號召捐款，以及志工服務等項目，回饋家鄉（在其協助下，是次捐款的總額達到500,000美元）。
他的個人回憶錄《奧馬爾：我的生涯》（Omar! My Life On and Off the Field，鮑勃·戴爾為共同主筆人）於2002年公布，並受到熱烈歡迎。該書的紙本版本於2003年付梓上市。
维兹奎尔與他的第一任夫人妮蔻（Nicole）於1992年成婚，不久後離異。2014年7月，维兹奎尔與布蘭卡·賈西亞（Blanca Garcia）再婚。

## 爭議
在《奧馬爾：我的生涯》出版後，维兹奎尔公開批評了隊友若澤·梅薩（José Mesa）在1997年世界大賽第七戰的表現：
| “ | 我們的一舉一動受到所有人的關注，但若澤的眼神卻是空洞的，彷彿他不在那裏，而你可以看透他空無一物的眼窟。不久後，他搞砸了比賽，把冠軍拱手讓給了馬林魚。 | ” |

维兹奎尔的說法招致梅薩的強烈不滿，他曾表示「讓我遇上他十次，我十次都會對他出手」。2002年6月12日，维兹奎尔在比賽中遭受梅薩的觸身投球，但梅薩並未因為這起攻擊被驅逐出場。2006年4月22日，皆已更換效力球隊的兩人再次相遇，维兹奎尔再次遭到觸身投球。2006年球季間，兩人還有另外三次對陣，维兹奎尔方面則是兩次滾地球出局，一次安打。

### 參照
1. ↑  .   [2016-08-11]. （原始内容存档于2016-08-11）.
2. ↑  .   [2020-07-09]. （原始内容存档于2020-10-25）.
3. ↑  .   [2020-07-09]. （原始内容存档于2020-07-09）.
4. ↑  . Texas.rangers.mlb.com.   [September 3, 2012]. （原始内容存档于2012-02-18）.
5. ↑   https://www.google.com/hostednews/ap/article/ALeqM5jl1XX7vou7vc_5xsi8UBHw00z6IAD9C5INJ00.   [November 24, 2009]. 缺少或|title=为空 (帮助)[]
6. ↑  Scott Merkin. . MLB.com. February 8, 2010  [February 8, 2010]. （原始内容存档于2012-11-12）.
7. ↑  Scott Merkin. . MLB.com. November 2, 2010  [November 7, 2010]. （原始内容存档于2011-01-08）.
8. ↑  Morosi, John Paul. . Fox Sports.com. May 2, 2012  [May 5, 2012]. （原始内容存档于2012-09-05）.
9. ↑  . ESPN.com. July 28, 2012  [July 28, 2012]. （原始内容存档于2016-01-07）.
10. ↑  Toman, Chris. . MLB.com. September 19, 2012  [September 19, 2012]. （原始内容存档于2012-09-22）.
11. ↑  Omar Vizquel to be Part of Tigers' Coaching Staff MLB.com, November 18, 2013
12. ↑  Omar Vizquel to manage White Sox’ Class A team （页面存档备份，存于） Chicago Sun-Times, November 20, 2017
13. ↑  White Sox promoting Omar Vizquel to manager of Double-A affiliate （页面存档备份，存于） NBC Sports, December 11, 2018
14. ↑  . torosdetijuana.com. December 2, 2019  [December 2, 2019]. （原始内容存档于2020-07-09） （西班牙语）.
15. ↑  . Mlb.mlb.com.   [September 3, 2012]. （原始内容存档于2012-11-11）.
16. ↑  . Venezuela-us.org. June 28, 2012  [September 3, 2012]. （原始内容存档于2013-05-22）.
17. ↑  . Barnesandnoble.com.   [September 3, 2012].
18. ↑  . elmundo.com.ve. July 24, 2014  [January 28, 2016]. （原始内容存档于2016-02-05） （西班牙语）.
19. ↑  . Static.espn.go.com. July 16, 2003  [September 3, 2012]. （原始内容存档于2016-03-03）.
20. ↑  Stapleton, Arnie. . Deseret News. April 24, 2006  [September 3, 2012]. （原始内容存档于2007-11-20）.
21. ↑  . Baseball-Reference.com.   [September 3, 2012]. （原始内容存档于2012-07-20）.

## 外部連結
- 球員資訊和成績在MLB，ESPN，Baseball-Reference，Fangraphs，Baseball-Reference (Minors)（英文）
- 台灣棒球維基館的奧馬爾·維茲奎爾資料頁面 （页面存档备份，存于）
- 維茲奎爾回憶錄《我的生涯》的試閱版本